# Labidolanguria
Labidolanguria (лат.) — род жуков из семейства грибовиков подсемейства жуков-ящериц.

## Описание
Булава усиков 4-6-члениковая. Верх тела зелёный или темно-зелёный с металлическим блеском. Глаза большие, мелко фасетчатые. Переднеспинка с базальным килем. Отросток переднегруди прямоугольный, с двумя длинными бороздками вдоль каждой стороны. Надкрылья с заострённой вершиной без эпиплевр. Наружный и шовный углы надкрылий острые. Виды внутри рода отличаются строением булавы усиков и окраской тела.

## Биология
Питаются спорами папоротников.

## Классификация
Включает 4 вида. Близким родом является Tetraphala.
- Labidolanguria mucronata Fowler, 1908
- Labidolanguria apicata (Zia, 1959)
- Labidolanguria sauteri (Fowler, 1913)
- Labidolanguria liangi Huang, Yang, Ge. 2025

## Распространение
Встречается в Индии и Китае.